# Турпан (село)
Турпа́н (каз. Тұрпан) — село у складі Панфіловського району Жетисуської області Казахстану. Входить до складу Сарибельського сільського округу.
Населення — 1629 осіб (2021; 1541 у 2009, 1550 у 1999, 1279 у 1989).